# Pazik dębowiec
Pazik dębowiec (Favonius quercus) – gatunek owada z rzędu motyli, z rodziny modraszkowatych (Lycaenidae).

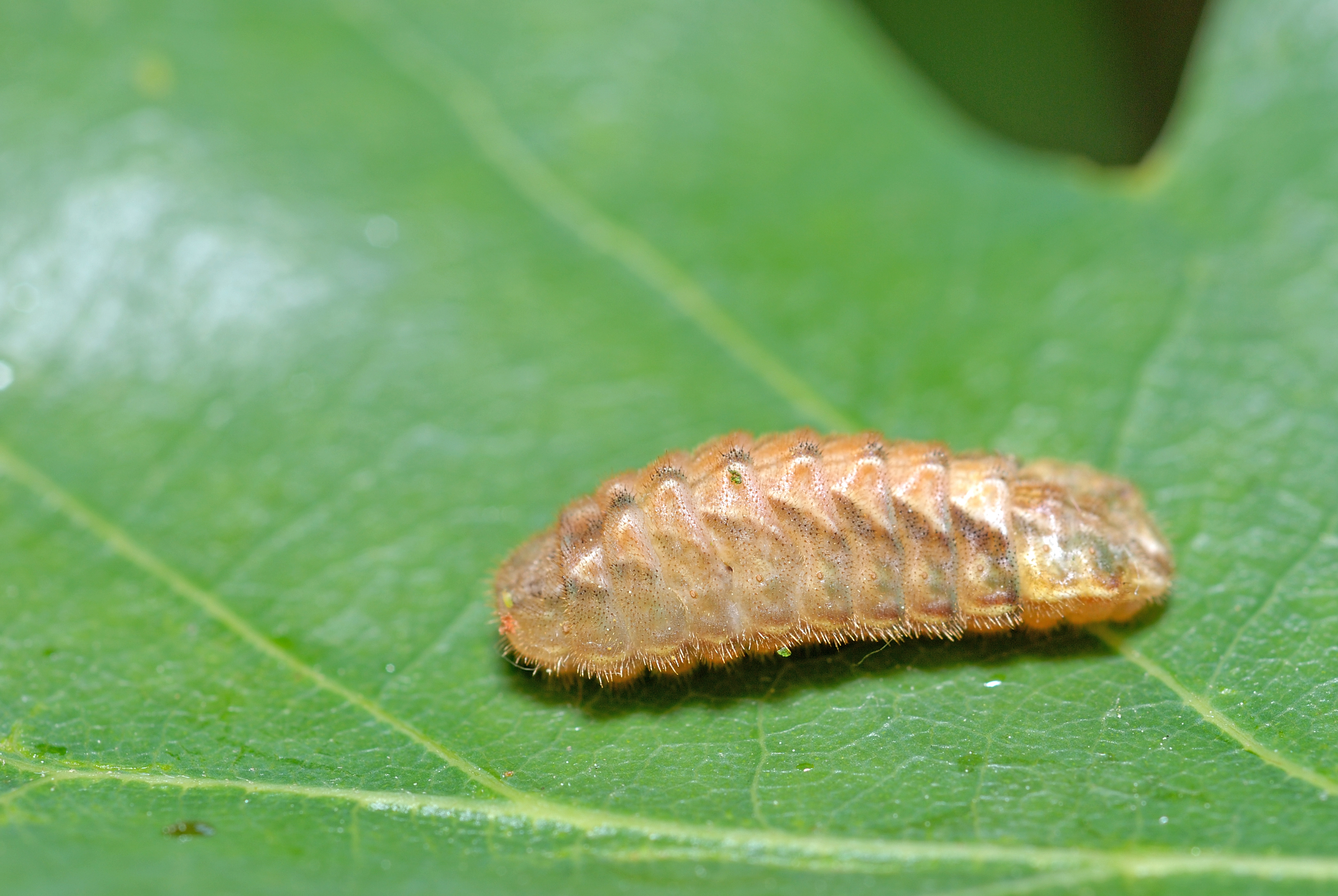
Larwa

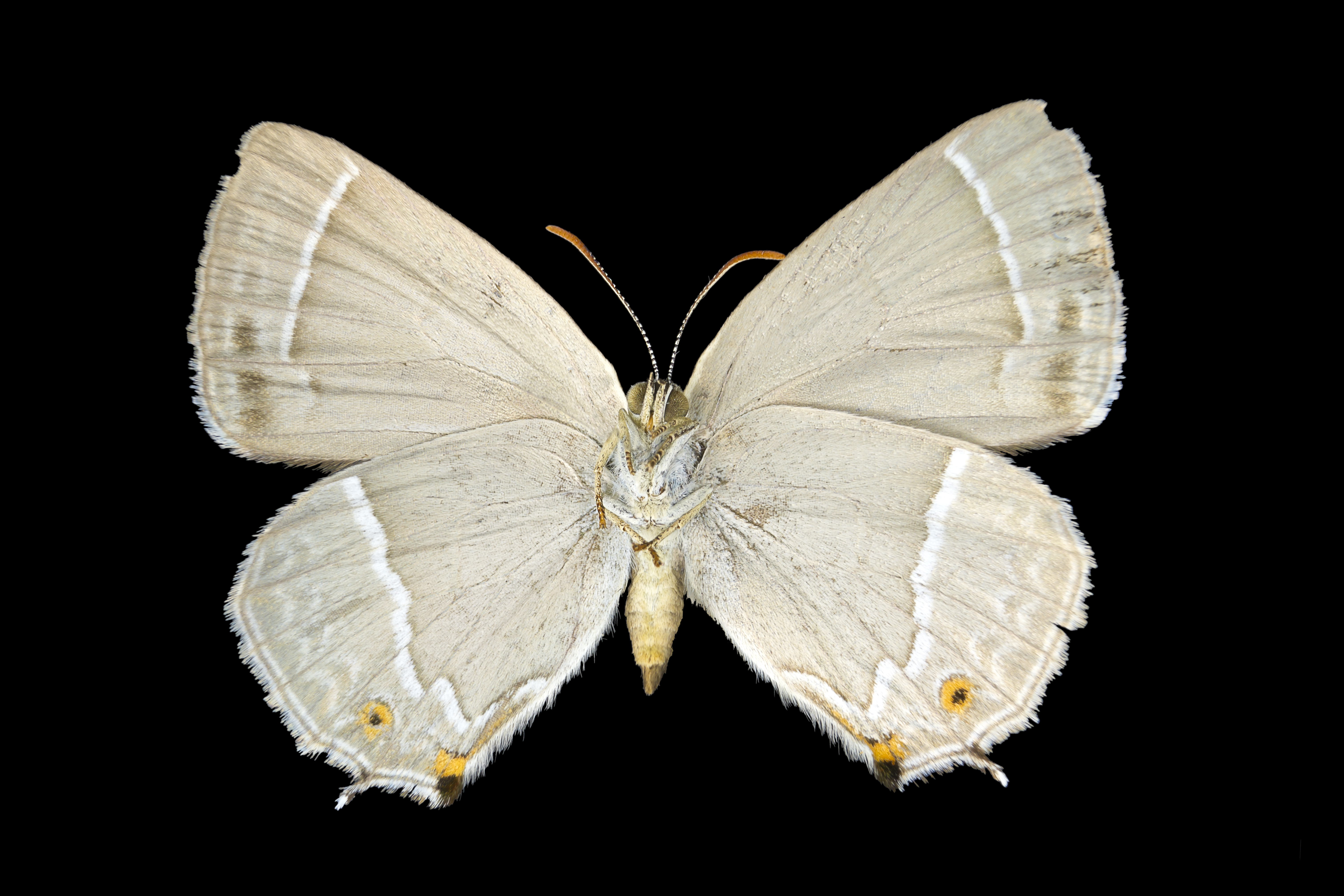
Neozephyrus quercus

## Wygląd
Rozpiętość skrzydeł od 26 do 35 mm, dymorfizm płciowy wyraźny: u samca skrzydła z jednolitym fioletowym połyskiem, a u samic na skrzydle fioletowa plama.

## Siedlisko
Lasy liściaste z udziałem dębów, zadrzewienia śródpolne i parkowe w miastach.

## Biologia i rozwój
Wykształca jedno pokolenie w roku (połowa czerwca-sierpień). Rośliny żywicielskie: dąb szypułkowy i dąb bezszypułkowy. Jaja składane są pojedynczo, bądź po dwa na podstawie pąków liściowych lub na końcach gałązek roślin żywicielskich. Larwy zimują wewnątrz osłonek; wylęgają się wraz z pękaniem pąków kwiatowych dębu. Gąsienice o zmiennym ubarwieniu. Stadium poczwarki trwa 2-3 tygodnie.

## Rozmieszczenie geograficzne
Gatunek zachodniopalearktyczny, występuje w całej Polsce.